# Notheme erota
Notheme erota is een vlindersoort uit de familie van de prachtvlinders (Riodinidae), onderfamilie Riodininae.
Notheme erota werd in 1780 beschreven door Cramer.